# Marmosa fosca
La marmosa fosca (Marmosops fuscatus) és una espècie d'opòssum de la família dels didèlfids. Viu a Colòmbia, Trinitat i Tobago i Veneçuela. Està amenaçada per la pèrdua d'hàbitat.